# Peter Michiaki Nakamura
Peter Michiaki Nakamura (ur. 21 marca 1962 w Saikai) – japoński duchowny rzymskokatolicki, arcybiskup metropolita Nagasaki od 2022. 

## Życiorys
Święcenia kapłańskie przyjął 19 marca 1988 i został inkardynowany do archidiecezji Nagasaki. Pracował głównie jako duszpasterz parafialny, pełnił także funkcje m.in. wychowawcy w seminariach w Nagasaki (niższe seminarium) i Fukuoce oraz wykładowcy seminariów w Fukuoce i Tokio.
31 maja 2019 papież Franciszek mianował go biskupem pomocniczym archidiecezji Nagasaki oraz biskupem tytularnym Fesseë. Sakry udzielił mu 16 września 2019 arcybiskup Joseph Mitsuaki Takami.
28 grudnia 2021 został mianowany arcybiskupem metropolitą Nagasaki, zaś 23 lutego 2022 kanonicznie objął urząd. 